# Humboldt Hill
Humboldt Hill és una concentració de població designada pel cens dels Estats Units a l'estat de Califòrnia. Segons el cens del 2000 tenia 3.246 habitants.

## Demografia
Segons el cens del 2000, Humboldt Hill tenia 3.246 habitants, 1.209 habitatges, i 851 famílies. La densitat de població era de 300,5 habitants/km².
Dels 1.209 habitatges en un 29,9% hi vivien nens de menys de 18 anys, en un 53,9% hi vivien parelles casades, en un 11,9% dones solteres, i en un 29,6% no eren unitats familiars. En el 22,9% dels habitatges hi vivien persones soles el 10,3% de les quals corresponia a persones de 65 anys o més que vivien soles. El nombre mitjà de persones vivint en cada habitatge era de 2,5 i el nombre mitjà de persones que vivien en cada família era de 2,93.
Per edats la població es repartia de la següent manera: un 22,9% tenia menys de 18 anys, un 10,9% entre 18 i 24, un 24,2% entre 25 i 44, un 25,5% de 45 a 60 i un 16,5% 65 anys o més.
L'edat mitjana era de 40 anys. Per cada 100 dones de 18 o més anys hi havia 92,4 homes.
La renda mitjana per habitatge era de 37.121 $ i la renda mitjana per família de 42.826 $. Els homes tenien una renda mitjana de 35.500 $ mentre que les dones 28.304 $. La renda per capita de la població era de 16.222 $. Entorn del 7,5% de les famílies i l'11,5% de la població estaven per davall del llindar de pobresa.

## Poblacions més properes
El següent diagrama mostra les poblacions més properes.